# Templo Beth-El (edificio de 1902)
El Bonstelle Theatre es un teatro operado por la Universidad Estatal Wayne y ubicado en 3424 Woodward Avenue (la esquina sureste de Woodward y Eliot) en el distrito histórico Midtown Woodward de Detroit, Michigan. Fue construido en 1902 como el Templo Beth-El y fue incluido en el Registro Nacional de Lugares Históricos en 1982. A partir de 2019, la Universidad planea desmantelar el teatro y arrendarlo a un desarrollador privado para su inclusión en un hotel boutique.

## Construcción
Cuando el rabino Leo M. Franklin comenzó a dirigir los servicios en el Templo Beth El de Detroit en 1899, sintió que la construcción de un nuevo templo en el tramo de Woodward "Piety Row" de Detroit aumentaría la visibilidad y el prestigio de la comunidad judía de Detroit. En consecuencia, en octubre de 1900, la congregación celebró una reunión especial en la que se decidió construir un nuevo templo. 
La congregación compró un sitio para el nuevo templo en abril del próximo año y contrató al miembro Albert Kahn para diseñar la estructura. La palada inicial tuvo lugar el 25 de noviembre de 1901, con la piedra angular ceremonial colocada el 23 de abril de 1902. Los primeros servicios se llevaron a cabo en la capilla el 24 de enero de 1903, y la dedicación formal se llevó a cabo del 18 al 19 de septiembre del mismo año.

## Edificio
El templo es una estructura Beaux-Arts situada en el tradicional barrio de Midtown e influenciada por templos romanos y griegos. Sobocinski cita el Panteón de Roma como comparación. Hay una cúpula prominente sobre el área principal del templo, con alas a dos aguas en el norte y el sur. Una extensión con frontón en el frente una vez se extendió a un porche. En 1936 la sección frontal del edificio se perdió cuando la ciudad amplió la Woodward Avenue.

## Uso posterior
Cuando la congregación del Templo Beth El construyó un nuevo edificio más al norte a lo largo de Woodward en 1922, vendieron el edificio en Woodward y Eliot a Jessie Bonstelle por 500 000 dólares. Para convertir el edificio en un teatro Bonstelle contrató al arquitecto C. Howard Crane, que había diseñado el Orchestra Hall y los teatros Fox y United Artists, y nombró al edificio resultante Bonstelle Playhouse.
En 1928, el Bonstelle Playhouse se convirtió en el Teatro Cívico de Detroit y, en la década de 1930, en el Teatro Mayfair Motion Picture. En 1951, la Universidad Estatal de Wayne alquiló la instalación como un espacio de actuación para su compañía de teatro y la compró por completo en 1956, renombrándola como Teatro Bonstelle en honor a Jessie Bonstelle.
La Universidad continúa usando el teatro hasta la primavera de 2020, después de lo cual arrendará las instalaciones a The Roxbury Group para su renovación y remodelación. La Universidad continuará produciendo en el Hilberry Theatre y hasta la finalización del Gateway Performing Arts Center, que está programado para abrir en el otoño de 2021.

## Lecturas adiconales
- Hill, Eric J. and John Gallagher (2002). AIA Detroit: The American Institute of Architects Guide to Detroit Architecture. Wayne State University Press. ISBN 0-8143-3120-3.
- Sobocinski, Melanie Grunow (2005). Detroit and Rome: building on the past. Regents of the University of Michigan. ISBN 0933691092.